# Marlene Smith
Marlene Elizabeth Smith, po mężu Eddy (ur. 3 sierpnia 1931 w Niagara Falls, zm. 1 marca 2009 w Stanach Zjednoczonych) – kanadyjska łyżwiarka figurowa, startująca w konkurencji solistek i par sportowych z Donaldem Gilchristem. Uczestniczka igrzysk olimpijskich (1952), dwukrotna wicemistrzyni Ameryki Północnej (1949) w dwóch konkurencjach oraz trzykrotna mistrzyni Kanady (1949, 1950 w parach sportowych; 1952 w konkurencji solistek).

## Osiągnięcia

### Solistki
| Zawody                        | 1948           | 1949           | 1950           | 1951           | 1952           |                |                |                |                |                |                |                |                |                |                |                |                |
| Międzynarodowe                | Międzynarodowe | Międzynarodowe | Międzynarodowe | Międzynarodowe | Międzynarodowe | Międzynarodowe | Międzynarodowe | Międzynarodowe | Międzynarodowe | Międzynarodowe | Międzynarodowe | Międzynarodowe | Międzynarodowe | Międzynarodowe | Międzynarodowe | Międzynarodowe | Międzynarodowe |
| ----------------------------- | -------------- | -------------- | -------------- | -------------- | -------------- | -------------- | -------------- | -------------- | -------------- | -------------- | -------------- | -------------- | -------------- | -------------- | -------------- | -------------- | -------------- |
| Igrzyska olimpijskie          |                |                |                |                | 9              |                |                |                |                |                |                |                |                |                |                |                |                |
| Mistrzostwa świata            |                |                | 9              |                | 7              |                |                |                |                |                |                |                |                |                |                |                |                |
| Mistrzostwa Ameryki Północnej |                | 2              |                |                |                |                |                |                |                |                |                |                |                |                |                |                |                |
| Krajowe                       |                |                |                |                |                |                |                |                |                |                |                |                |                |                |                |                |                |
| Mistrzostwa Kanady            | 3              |                | 2              |                | 1              |                |                |                |                |                |                |                |                |                |                |                |                |

### Pary sportowe
Z Donaldem Gilchristem
| Zawody                        | 1949           | 1950           |                |                |                |                |                |                |                |                |                |                |                |                |                |                |                |
| Międzynarodowe                | Międzynarodowe | Międzynarodowe | Międzynarodowe | Międzynarodowe | Międzynarodowe | Międzynarodowe | Międzynarodowe | Międzynarodowe | Międzynarodowe | Międzynarodowe | Międzynarodowe | Międzynarodowe | Międzynarodowe | Międzynarodowe | Międzynarodowe | Międzynarodowe | Międzynarodowe |
| ----------------------------- | -------------- | -------------- | -------------- | -------------- | -------------- | -------------- | -------------- | -------------- | -------------- | -------------- | -------------- | -------------- | -------------- | -------------- | -------------- | -------------- | -------------- |
| Mistrzostwa świata            |                | 7              |                |                |                |                |                |                |                |                |                |                |                |                |                |                |                |
| Mistrzostwa Ameryki Północnej | 2              |                |                |                |                |                |                |                |                |                |                |                |                |                |                |                |                |
| Krajowe                       |                |                |                |                |                |                |                |                |                |                |                |                |                |                |                |                |                |
| Mistrzostwa Kanady            | 1              | 1              |                |                |                |                |                |                |                |                |                |                |                |                |                |                |                |